# Toéssin (Zimtenga)
Pour les articles homonymes, voir Toéssin.
Toéssin est commune rurale située dans le département de Zimtenga de la province de Bam dans la région Centre-nord au Burkina Faso. En 2006, la ville comptait 484 habitants dont 50.6% de femmes.